# Ingeborg Lindborg
Elna Ingeborg Andreasén-Lindborg (född Andreasén), född 10 augusti 1875 på Elisbjærggaard i Hjörlunde, Danmark, död 2 mars 1950 i Katarina församling, Stockholm, var en dansk-svensk miniatyrmålare och grafiker. 
Hon var dotter till lantbrukaren Hans Andreasén och Jiohanna Dorothea Sörensen-Dildal och gift 1907–1925 med Axel Edvin Lindborg. Andreasén-Lindborg studerade konst vid The Art Institute of Chicago 1896–1897 och vid konstakademien i Köpenhamn 1900–1907 där hon som första kvinna tilldelades en guldmedalj 1906. Hon flyttade till Stockholm 1908 och studerade där för Axel Tallberg vid konstakademiens etsningskola 1909. Tillsammans med sin make ställde hon ut på Salong Joel i Stockholm och hon medverkade i Grafiska sällskapets utställningar, Charlottenborgs vårutställningar i Köpenhamn och Chicago Society of Etchers utställningar i Chicago. Hennes konst består av porträtt, djurbilder, stilleben och landskapsmotiv i olja, akvarell, blyerts och som etsningar. 1918 började hon måla miniatyrer på elfenben där hon bland annat avbildade prinsessan Astrid. Andreasén-Lindborg är representerad med grafik vid Nationalmuseum i Stockholm, Det Konglige Bibliotek och Statens Museum for Kunst i Köpenhamn samt vid British Museum i London.